# Africa World Airlines
Africa World Airlines Limited  (IATA: FW, ICAO: AWA) är Ghanas största flygbolag. Det grundades år 2010 av privata investorer med stöd från
China-Africa Development Fund och Hainan Airlines.
Flygbolaget, som har sin bas på Kotokas internationella flygplats, inledde flygningarna den 21 september 2012.
Africa World Airlines trafikerar fyra inrikesrutter i Ghana samt två rutter till Lagos och Abuja i Nigeria.

## Flotta
Africa World Airlines har för närvarande (2023) sju plan av typen Embraer ERJ 145.